# Prowały
Prowały – osada leśna w Polsce położona w województwie podlaskim, w powiecie siemiatyckim, w gminie Mielnik.
Pobliskie wzniesienie (Święta Góra Prowały, zwane również Pierwszą Grabarką), związane z kultem ikony Spasa (Chrystusa Zbawiciela), jest celem pielgrzymek prawosławnych. Niedaleko wzgórza znajduje się otoczone kultem źródełko (Źródło Prowały). Zarówno na wzniesieniu, jak i przy źródle znajdują się ustawiane przez pielgrzymów krzyże wotywne.